# 연쇄 살인 (영화)
《연쇄 살인》(영어: Tightrope)은 미국에서 제작된 리처드 터글 감독의 1984년 네오누아르 심리 미스터리 범죄 액션 스릴러 영화이다. 클린트 이스트우드가 주연과 제작을 맡았다. 알려진 다른 제목으로 클린트 이스트우드의 연쇄 살인, 로프를 찾아라 등이 있다.

## 줄거리
이혼 후 뉴올리언스에서 두 딸을 키우고 있는 형사 웨스는 매춘부 연쇄 살인 사건을 조사하다가 범인의 표적이 된다.  

## 출연
- 클린트 이스트우드 - 웨스 블록 형사 역
- 준비에브 뷔조 - 베릴 티버도 역
- 댄 허데이야 - 조 몰리너리 형사 역
- 앨리슨 이스트우드 - 어맨다 블록 역
- 제니 벡 - 페니 블록 역
- 로드 매스터슨 - 갤로 순경 역
- 제이미 로즈 - 멜러니 실버 역
- 재닛 매클라클런 - 얄로프스키 박사 역

## 기타 제작진
- 배역: 필리스 허프먼
- 미술: 에드워드 C. 카패그노
- 의상: 글렌 라이트